# Warren Grove
Warren Grove é um município rural canadense localizado no Condado de Queens, na Ilha do Príncipe Eduardo. A população no censo de 2016 era de 356 pessoas.